# Victor Valkeniers
Victor Maria Joseph Valkeniers (Schepdaal, 23 november 1925 - Antwerpen, 29 september 2008) was een Belgisch brouwer, handelaar en politicus.

## Levensloop
Hij was de zoon van Julienne Eylenbosch en Albert Valkeniers, de broer van Jef Valkeniers en de kleinzoon van Emile Eylenbosch. Hij studeerde aan het Sint-Lievensinstituut te Gent, alwaar hij afstudeerde als brouwingenieur. Vervolgens ging hij aan de slag in de familiebrouwerij Eylenbosch.
In januari 1958 werd hij schepen te Schepdaal en in 1963 werd hij aangesteld als burgemeester van deze voormalige gemeente in opvolging van de overleden Louis De Dobbeleer. Zelf werd hij opgevolgd na de gemeenteraadsverkiezingen van 1964 door Jozef De Neve. Hij steunde de Vlaamse marsen op Brussel  door materiële bijstand te leveren en nam er ook deel aan.  Na het overlijden van zijn vader in 1966 verhuisde Valkeniers naar Antwerpen, waar hij een eigen handelszaak uitbaatte.
Hij was gehuwd en had vier kinderen, waaronder Bruno Valkeniers.